# Eleições distritais no Distrito Federal em 2002
As eleições distritais no Distrito Federal em 2002 aconteceram em 6 de outubro como parte das eleições nos 26 estados brasileiros. Foram escolhidos o governador Joaquim Roriz, a vice-governadora Maria de Lourdes Abadia, os senadores Cristovam Buarque e Paulo Octávio, 8 deputados federais e 24 estaduais. Como nenhum dos 2 primeiros colocados obteve metade dos votos válidos (50% + 1%), houve um segundo turno em 27 de outubro e conforme a Constituição a posse do governador e de sua vice-governadora se daria em 1º de janeiro de 2003 para quatro anos de mandato já sob a égide da reeleição.
No primeiro turno da disputa pela presidência da República, Luiz Inácio Lula da Silva (PT) derrotou Anthony Garotinho, do PSB, com 592.977 votos, contra 220.989 de seu concorrente, enquanto no segundo turno, venceu José Serra, do PSDB, por larga vantagem: foram 777.708 votos do eleitorado brasiliense, enquanto Serra recebeu 471.485.
Para o governo distrital, Joaquim Roriz, do PMDB, e Geraldo Magela, do PT, foram os candidatos mais votados no primeiro turno, terminando com razoável vantagem nas urnas para Roriz, que obteve 521.083 votos e Magela foi lembrado por 495.498 eleitores. No segundo turno, o candidato peemedebista derrotou seu rival também com votação apertada (642.256, contra 626.478 do petista), conquistando seu terceiro mandato como governador do Distrito Federal.
Para as duas vagas do Senado Federal, foram eleitos Cristovam Buarque, do PT, e Paulo Octávio, do PFL. A coligação "Frente Brasília Solidária" elegeu também a maioria dos deputados federais (5), contra 3 da "Frente Brasília Esperança" (2 eleitos pelo PT e um pelo PCdoB), e também emplacou a metade dos deputados distritais eleitos (12).

## Resultado da eleição para governador

### Primeiro turno
| Candidatos a governador do estado | Candidatos a vice-governador | Número | Coligação                                                       | Votação | Percentual |
| --------------------------------- | ---------------------------- | ------ | --------------------------------------------------------------- | ------- | ---------- |
| Joaquim Roriz PMDB                | Maria de Lourdes Abadia PSDB | 15     | Frente Brasília Solidária (PMDB, PSDB, PFL, PSD, PRP, PSL, PST) | 521.083 | 42,98%     |
| Geraldo Magela PT                 | Katea Puttini PT             | 13     | Frente Brasília Esperança (PT, PCdoB, PCB, PMN)                 | 495.498 | 40,87%     |
| Benedito Domingos PPB             | Marcos Arruda PTN            | 11     | Brasília com Respeito (PPB, PTN, PAN, PSC, PGT, PTC)            | 88.119  | 7,27%      |
| Rodrigo Rollemberg PSB            | Juan Mendes PSB              | 40     | Brasília por Inteiro (PSB, PV, PHS)                             | 82.369  | 6,79%      |
| Carlos Alberto Torres PPS         | Abdel Karajah PPS            | 23     | Frente Trabalhista (PPS, PDT)                                   | 19.896  | 1,64%      |
| Orlando Cariello PSTU             | Niedja Giquiri PSTU          | 16     | —                                                               | 3.288   | 0,27%      |
| Guilherme Trotta PRTB             | Vidal Guerra PRTB            | 28     | —                                                               | 1.580   | 0,13%      |
| Expedito Mendonça PCO             | José Bahia Pacheco PCO       | 29     | —                                                               | 616     | 0,05%      |

### Segundo turno
| Candidatos a governador do estado | Candidatos a vice-governador | Número | Coligação                                                       | Votação | Percentual |
| --------------------------------- | ---------------------------- | ------ | --------------------------------------------------------------- | ------- | ---------- |
| Joaquim Roriz PMDB                | Maria de Lourdes Abadia PSDB | 15     | Frente Brasília Solidária (PMDB, PSDB, PFL, PSD, PRP, PSL, PST) | 642.256 | 50,62%     |
| Geraldo Magela PT                 | Katea Puttini PT             | 13     | Frente Brasília Esperança (PT, PCdoB, PCB, PMN)                 | 626.478 | 49,38%     |

## Resultado da eleição para senador
| Candidatos a senador da República | Candidatos a suplente de senador                  | Número | Coligação                                                       | Votação | Percentual |
| --------------------------------- | ------------------------------------------------- | ------ | --------------------------------------------------------------- | ------- | ---------- |
| Cristovam Buarque PT              | Eurípedes Camargo PT Moisés Marques PT            | 133    | Frente Brasília Esperança (PT, PCdoB, PCB, PMN)                 | 680.715 | 30,01%     |
| Paulo Octávio PFL                 | Adelmir Santana PFL Abdala Carin Nabut PMDB       | 255    | Frente Brasília Solidária (PMDB, PSDB, PFL, PSD, PRP, PSL, PST) | 553.707 | 24,41%     |
| Jofran Frejat PPB                 | Francisco Sávio PPB Laelio Ladeira PSC            | 115    | Brasília com Respeito (PPB, PTN, PAN, PSC, PGT, PTC)            | 433.650 | 19,12%     |
| Fredo Ebling PCdoB                | Murilo Vieira PMN Frank Svensson PCB              | 656    | Frente Brasília Esperança (PT, PCdoB, PCB, PMN)                 | 362.807 | 15,99%     |
| Lauro Campos PDT                  | José Guimarães Neto PDT Herilda Balduíno PDT      | 123    | Frente Trabalhista (PPS, PDT)                                   | 129.106 | 5,69%      |
| Gedalias da Costa PL              | Brasil José Braga PL Jucivaldo Salazar PRTB       | 223    | Brasília Unida (PL, PRTB)                                       | 53.103  | 2,34%      |
| José Casimiro Sobrinho PMDB       | João Teles PMDB Carlos Bastos PMDB                | 151    | Frente Brasília Solidária (PMDB, PSDB, PFL, PSD, PRP, PSL, PST) | 19.362  | 0,85%      |
| João Arnolfo de Oliveira PV       | Paulo Roberto Matos PHS Francisco Nogueira PSB    | 433    | Brasília por Inteiro (PSB, PV, PHS)                             | 17.714  | 0,78%      |
| Celson de Oliveira PTdoB          | Walter Póvoas PTdoB Maria Amélia Saraiva PTdoB    | 701    | Aliança Trabalhista (PTB, PTdoB, PRONA, PSDC)                   | 4.367   | 0,19%      |
| Aurélio Feitosa PRONA             | Ênio Ferreira PTB Maria Aparecida Costa PTB       | 565    | Aliança Trabalhista (PTB, PTdoB, PRONA, PSDC)                   | 4.138   | 0,18%      |
| Ricardo Guillen PSTU              | Maurício Sabino PSTU Diomedes de Albuquerque PSTU | 161    | —                                                               | 3.726   | 0,16%      |
| Paulo Isaías Filho PRTB           | Cícero Alves PRTB Josenildo Barbosa PRTB          | 281    | Brasília Unida (PL, PRTB)                                       | 2.745   | 0,12%      |
| Gilson Dobbin PCO                 | Ricardo Machado PCO                               | 290    | —                                                               | 2.329   | 0,10%      |
| Milton Cintra PTN                 | Cremilda Cintra PTN Gilberto Celestin PTN         | 199    | Brasília com Respeito (PPB, PTN, PAN, PSC, PGT, PTC)            | 304     | 0,01%      |

## Resultado da eleição para presidente no DF

### Primeiro turno
| Candidato                      | Vice                          | Coligação                                    | Votos            | Posição |
| ------------------------------ | ----------------------------- | -------------------------------------------- | ---------------- | ------- |
| Luiz Inácio Lula da Silva (PT) | José Alencar (PL)             | "Lula Presidente" (PT, PL, PCdoB, PMN e PCB) | 592.977 (49,07%) | 1º      |
| Anthony Garotinho (PSB)        | José Antonio Figueiredo (PSB) | "Brasil Esperança" (PSB, PGT e PTC)          | 220.989 (18,28%) | 2º      |
| José Serra (PSDB)              | Rita Camata (PMDB)            | "Grande Aliança" (PSDB e PMDB)               | 202.410 (16,75%) | 3º      |
| Ciro Gomes (PPS)               | Paulo Pereira da Silva (PTB)  | "Frente Trabalhista" (PPS, PTB, PDT, PFL)    | 184.558 (15,27%) | 4º      |
| José Maria de Almeida (PSTU)   | Dayse de Oliveira (PSTU)      | Nenhuma                                      | 6.684 (0,55%)    | 5º      |
| Rui Costa Pimenta (PCO)        | Pedro Paulo de Abreu (PCO)    | Nenhuma                                      | 797 (0,06%)      | 6º      |

### Segundo turno
| Candidato                      | Vice               | Coligação                                    | Votos            | Posição |
| ------------------------------ | ------------------ | -------------------------------------------- | ---------------- | ------- |
| Luiz Inácio Lula da Silva (PT) | José Alencar (PL)  | "Lula Presidente" (PT, PL, PCdoB, PMN e PCB) | 777.708 (62,25%) | 1º      |
| José Serra (PSDB)              | Rita Camata (PMDB) | "Grande Aliança" (PSDB e PMDB)               | 471.485 (37,74%) | 2º      |

## Deputados federais eleitos
São relacionados os candidatos eleitos com informações complementares da Câmara dos Deputados.

Representação eleita
  PFL: 2
  PMDB: 2
  PT: 2
  PSD: 1
  PCdoB: 1

Fonteː
| Número | Deputados federais eleitos | Partido | Votação | Percentual | Cidade onde nasceu | Unidade federativa |
| 2525   | José Roberto Arruda        | PFL     | 324.248 | 26,56%     | Itajubá            | Minas Gerais       |
| 1515   | Tadeu Filippelli           | PMDB    | 166.958 | 13,67%     | Catanduva          | São Paulo          |
| 1310   | Maria José Maninha         | PT      | 98.049  | 8,03%      | Januária           | Minas Gerais       |
| 6565   | Agnelo Queiroz             | PCdoB   | 95.879  | 7,85%      | Itapetinga         | Bahia              |
| 1333   | Sigmaringa Seixas          | PT      | 78.580  | 6,43%      | Niterói            | Rio de Janeiro     |
| 1533   | Pastor Jorge               | PMDB    | 41.288  | 3,38%      | Juiz de Fora       | Minas Gerais       |
| 4141   | José Tatico                | PSD     | 29.997  | 2,45%      | Teixeiras          | Minas Gerais       |
| 1510   | Alberto Fraga              | PMDB    | 27.939  | 2,28%      | Estância           | Sergipe            |

## Deputados distritais eleitos
São relacionados apenas os candidatos eleitos com informações adicionais da Câmara Legislativa do Distrito Federal.
- Nota: Em itálico, os deputados eleitos por média.

Representação eleita
  PMDB: 5
  PT: 5
  PSD: 3
  PFL: 2
  PPB: 2
  PL: 2
  PSDB: 1
  PTB: 1
  PPS: 1
  PCdoB: 1
  PSB: 1

Fonteː
| Número | Deputados distritais eleitos | Partido | Votação | Percentual | Localidade onde nasceu  | Unidade federativa |
| 13131  | Arlete Sampaio               | PT      | 35.195  | 2,88%      | Itagibá                 | Bahia              |
| 14444  | Benício Tavares              | PTB     | 25.789  | 2,13%      | Rio de Janeiro          | Rio de Janeiro     |
| 15015  | Eurides Brito                | PMDB    | 23.889  | 1,95%      | Capanema                | Pará               |
| 15215  | Zé Edmar                     | PMDB    | 23.381  | 1,92%      | Formosa                 | Goiás              |
| 23000  | Augusto Carvalho             | PPS     | 21.155  | 1,73       | Patos de Minas          | Minas Gerais       |
| 13013  | Paulo Tadeu                  | PT      | 21.128  | 1,72%      | Brasília                | Distrito Federal   |
| 15151  | Gim Argello                  | PMDB    | 28.229  | 1,45%      | São Vicente             | São Paulo          |
| 13100  | Chico Vigilante              | PT      | 17.425  | 1,42%      | Vitorino Freire         | Maranhão           |
| 41515  | Rôney Nemer                  | PDT     | 15.139  | 1,25%      | Viçosa                  | Minas Gerais       |
| 25000  | Izalci Lucas                 | PFL     | 14.844  | 1,21%      | Araújos                 | Minas Gerais       |
| 13104  | Erika Kokay                  | PT      | 14.488  | 1,18%      | Fortaleza               | Ceará              |
| 15222  | Leonardo Prudente            | PMDB    | 13.356  | 1,09%      | Goiânia                 | Goiás              |
| 13123  | Chico Floresta               | PSDB    | 12.607  | 1,03%      | Fortaleza               | Ceará              |
| 11122  | Wigberto Tartuce             | PPB     | 38.265  | 0,98%      | Rio Verde               | Goiás              |
| 45199  | Anilceia Machado             | PSDB    | 11.927  | 0,96%      | Itapaci                 | Goiás              |
| 22122  | Eliana Pedrosa               | PL      | 11.708  | 0,96%      | Bicas                   | Minas Gerais       |
| 15133  | Odilon Aires                 | PMDB    | 22.354  | 1,29%      | Ponte Alta do Bom Jesus | Tocantins          |
| 25999  | Jorge Cauhy                  | PFL     | 10.871  | 0,88%      | Uberaba                 | Minas Gerais       |
| 41041  | Pedro Passos                 | PSD     | 10.519  | 0,86%      | Araxá                   | Minas Gerais       |
| 65123  | Chico Leite                  | PCdoB   | 10.499  | 0,85%      | Milagres                | Ceará              |
| 41123  | Carlos Xavier                | PSD     | 7.694   | 0,63%      | Vazante                 | Minas Gerais       |
| 11444  | Júnior Brunelli              | PPB     | 7.491   | 0,62%      | São Paulo               | São Paulo          |
| 22111  | Fábio Barcellos              | PFL     | 7.119   | 0,58%      | Rio de Janeiro          | Rio de Janeiro     |
| 40004  | Peniel Pacheco               | PSB     | 6.114   | 0,49%      | Uberaba                 | Minas Gerais       |

## Gráficos da eleição para governador
| Partido | Partido | Candidato         | Votos     | Votos (%) |
| ------- | ------- | ----------------- | --------- | --------- |
|         | PMDB    | Joaquim Roriz     | 521 083   | 42,98%    |
|         | PT      | Geraldo Magela    | 495 498   | 40,87%    |
|         | PPB     | Benedito Domingos | 88 119    | 7,27%     |
|         | PSB     | Rollemberg        | 82 369    | 6,79%     |
|         | PPS     | Torres            | 19 896    | 1,64%     |
|         | PSTU    | Cariello          | 3 288     | 0,27%     |
|         | PRTB    | Trotta            | 1 580     | 0,13%     |
|         | PCO     | Expedito          | 616       | 0,05%     |
| Totais  | Totais  | Totais            | 1 212 449 |           |

| Partido | Partido | Candidato | Votos     | Votos (%) |
| ------- | ------- | --------- | --------- | --------- |
|         | PMDB    | Roriz     | 642 256   | 50,62%    |
|         | PT      | Magela    | 626 478   | 49,38%    |
| Totais  | Totais  | Totais    | 1 268 734 |           |